# Казарян, Арменак Робертович
Армена́к Ро́бертович Казаря́н (арм. Արմենակ Ղազարյան, 11 июня 1955 года, Ереван) — армянский государственный деятель.

## Биография
- 1973—1978 — МГУ (мехмат)
- 1978—1980 — стажёр Математического института им. Стеклова АН СССР. В 1980 поступил в аспирантуру того же института и в 1984 защитил кандидатскую диссертацию, получив научную степень кандидата физико-математических наук.
- 1983—1992 — работал в институте математики Академии Наук Республики Армения.
- 1993—1995 — был государственным министром Армении.
- 1995—1996 — был министром образования и науки Армении.